# Sante Spigarelli
Sante Spigarelli, född 31 oktober 1943, är en italiensk bågskytt. Han deltog vid olympiska sommarspelen 1972, 1976 och 1980.